# Agência Nacional para a Qualificação
A Agência Nacional para a Qualificação e o Ensino Profissional, I.P. (ANQEP, I.P. ou ANQEP) é uma instituição pública portuguesa de abrangência nacional, com o propósito de coordenar várias políticas de formação para jovens e adultos.

## Objectivos
Esta agência tem como objectivo assegurar a execução dos projectos de educação e formação para jovens adultos, além de coordenar o Sistema de Reconhecimento, Validação e Certificação de Competências, no âmbito do projecto Novas Oportunidades.